# Stowarzyszenie Polski Rynek Oprogramowania PRO
Stowarzyszenie Polski Rynek Oprogramowania PRO – stowarzyszenie polskich twórców i producentów oprogramowania założone w 1992.
Decyzją Ministra Kultury 1 lutego 1995 wydano stowarzyszeniu zezwolenie na zbiorowe zarządzanie prawami autorskimi do programów komputerowych na następujących polach eksploatacji: utrwalenie, zwielokrotnienie określoną techniką, wprowadzenie do obrotu, wprowadzenie do pamięci komputera, najem, dzierżawa. Stowarzyszenie od 16 listopada 2015 nie może wykonywać obowiązków organizacji zbiorowego zarządzania. Decyzją Ministerstwa Kultury zezwolenie na prowadzenie zbiorowego zarządu prawami autorskimi zostało odwołane. Zgodnie z decyzją Ministra Kultury Stowarzyszenie PRO nie może udzielać pomocy i wypowiadać się w kwestii naruszenia praw autorskich podmiotów zagranicznych do czasu podjęcia decyzji o rozpatrzeniu odwołania przez Naczelny Sąd Administracyjny.